# Frances Kristina Kupicha
Frances Kristina Kupicha ( 1947 - 2013) es una botánica inglesa, que desarrolla su actividad científica en el "Departamento de Botánica, British Museum (Historia Natural). Realizó expediciones botánicas al norte de África: Marruecos; y en el sur de África: Malaui.

## Algunas publicaciones
- Green, ps; fk Kupicha. 1979. Notes on the genus Olea. Kew Bull. 43:69

- Kupicha, fk. 1980. Studies on african apocynaceae : The Carissa Bispinosa Complex. (Alcobaça : Tip. Alcobacense. - p. 313-323 : il.

- ----. 1981. Studies on African Apocynaceae: A New Species of Carissa. Kew Bulletin 36 (1 ): 47-49

### Coautorías
- Puff, c; e Robbrecht, dm Bridson, fk Kupicha. 1969-1981. Distributiones Plantarum Africanarum - 21. Rubiaceae [Otiophora, Sericanthe, Tricalysia, Batopedina, Parapentas, Phellocalyx] . Apocynaceae [Alafia]. Ed. Jardin Botanique National de Belgique. fasc. 1-44. 687-726. ISBN 0251114200

- 2002. Flora of Tropical East Africa. Autor: e.a.Omino; FZ, Vol 7 Parte 2 Autor: a.j.m. Leeuwenberg & f.k. Kupicha et al.; FZ, Vol 7 Parte 2 Autor: a.j.m. Leeuwenberg & f.k. Kupicha et al.

## Honores

### Membresías
- de la Sociedad linneana de Londres[2]

- La abreviatura «Kupicha» se emplea para indicar a Frances Kristina Kupicha como autoridad en la descripción y clasificación científica de los vegetales.[3]